# Federació de Futbol de la Samoa Americana
La Federació de Futbol de la Samoa Americana, també coneguda per les sigles FFAS (en anglès: Football Federation American Samoa) és l'òrgan de govern del futbol al territori no incorporat dels Estats Units, la Samoa Nord-americana. La FFAS va ser fundada l'any 1984 i, l'any 1998, va afiliar-se a la Confederació de Futbol d'Oceania (OFC) i a la Federació Internacional de Futbol Associació (FIFA).
Anteriorment s'havia conegut amb les sigles ASFA (en anglès: American Samoa Football Association), però el novembre de 2007 es va celebrar un congrés extraordinari per refundar la federació amb el nom actual després que la FIFA, dos anys abans, hagués creat una comissió normalitzadora un cop dissolta l'ASFA per irregularitats en la seva gestió.
La FFAS és la responsable d'organitzar el futbol de totes les categories, incloses les de futbol femení, futbol sala, futbol platja i l'equip nacional absolut o Selecció de futbol de Samoa Nord-americana (en anglès: American Samoa national futbol team).
La principal competició de lliga és la FFAS Senior League. Va ser creada el 1976 i la disputen deu equips. El guanyador accedeix al grup de classificació per a la Lliga de campions de l'OFC.
El 2010, es va crear la FFAS President's Cup, que és la competició anual per eliminatòria directa entre els principals clubs de la Samoa Nord-americana.